# Іштван Барань
Іштван Барань (угор. István Bárány, 20 грудня 1907 — 21 лютого 1995) — угорський плавець.
Призер Олімпійських Ігор 1928, 1932 років, учасник 1924 року.
Чемпіон Європи з водних видів спорту 1926, 1931 років, призер 1927 року.